# Muž, který věděl příliš mnoho (film, 1956)
Muž, který věděl příliš mnoho (v anglickém originále The Man Who Knew Too Much) je americký filmový thriller z roku 1956, režírovaný Alfredem Hitchcockem. Hudbu k filmu složil americký hudební skladatel Bernard Herrmann. Snímek pojednává a americké rodině, jež se během cestování po Maroku nedobrovolně zaplétá do plánovaného atentátu na cizího státníka, který má být brzy zavražděn v Londýně. Hlavní role manželů McKennových, kterým je unesen syn, zde ztvárnili James Stewart a Doris Day. Film je remakem stejnojmenného britského snímku z roku 1934, který režíroval taktéž Alfred Hitchcock.